# 福里斯特湖 (伊利諾伊州)
福雷斯特湖（英語：Forest Lake）是位於美國伊利諾伊州萊克縣的一個人口普查指定地區。

## 地理
福雷斯特湖的座標為42°12′28″N 88°03′13″W / 42.20778°N 88.05361°W，而該地最高點為海拔高度248米（即814英尺）。

## 人口
根據2010年美國人口普查的數據，福雷斯特湖的面積為1.07平方千米，當中陸地面積為0.91平方千米，而水域面積為0.16平方千米。當地共有人口1659人，而人口密度為每平方千米1,550.47人。